# Oțelești
Oțelești – wieś w Rumunii, w okręgu Bacău, w gminie Izvoru Berheciului. W 2011 roku liczyła 128 mieszkańców.